# ENDLESS SUMMER (アルバム)
『ENDLESS SUMMER』（エンドレス・サマー）は滴草由実の1枚目のミニ・アルバム。

## 概要
- 自身初となるミニ・アルバムは、タイトル通り、「終わらない夏」をコンセプトにして制作。
- 3曲目の「I wanna run to you」は、元DEENの宇津本直紀がドラムレコーディングで参加。
- iTunes Music StoreのR&Bチャートで1位を獲得。

## 批評
CDジャーナルは「ライトなR&Bにラテン・フレイヴァーやフォーク・ロックのテイストを取り入れ、フレンドリーな普遍性を増した。清涼感は夏にピッタリ」と評した。

## 収録曲
1. Endless Summer
  - 作詞：滴草由実／作曲：カワハラミネアキ、T-4／編曲：T-4
2. LET'S GO
  - 作詞：滴草由実、Yu-ki Misao／作曲：Yoko Blaqstone、MIKI T／編曲：Double S、有木竜郎
3. I wanna run to you
  - 作詞・作曲：滴草由実／編曲：NAKEDGRUN
4. もう一度キスをして
  - 作詞：滴草由実／作曲・編曲：Chung Dong-Jung、Swai
5. Here I am
  - 作詞：滴草由実／作曲：Yoko Blaqstone／編曲：桐乃忠実、奥山明
6. キミと夏
  - 作詞：滴草由実／作曲：カワハラミネアキ／編曲：Double S

## タイアップ
- スカパー!「MUSIC FOCUS」2009年8月後半エンディングテーマ（M-1）
- 大分朝日放送「TOWN SPICE」タイアップソング（M-1）